# Chiton virgulatus
Chiton virgulatus är en blötdjursart som beskrevs av Sowerby 1840. Chiton virgulatus ingår i släktet Chiton och familjen Chitonidae. Inga underarter finns listade i Catalogue of Life.